# Organização Judaica de Combate

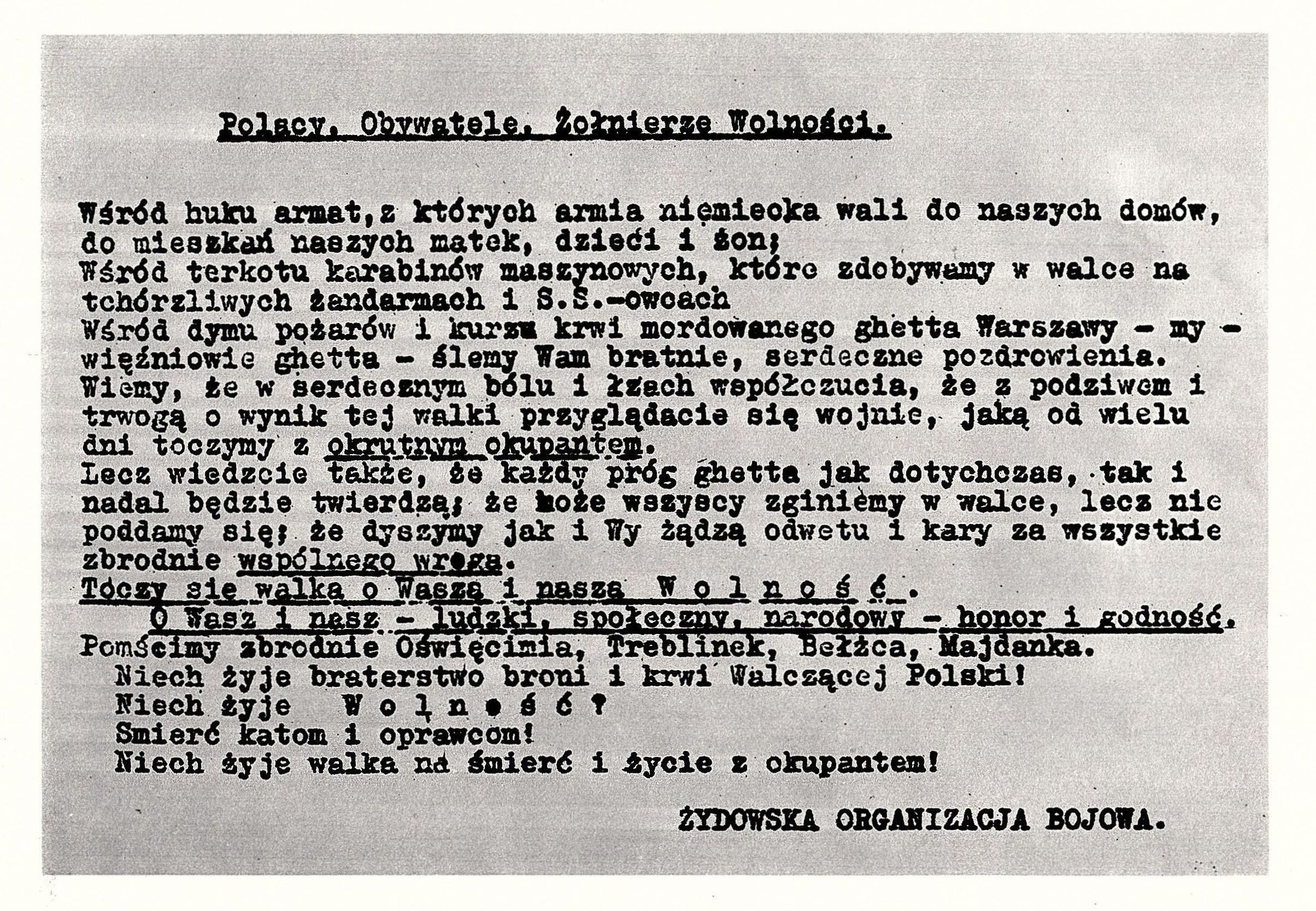
O apelo de ŻOB ao povo polonês foi emitido em 23 de abril de 1943

A Organização Judaica de Combate (Żydowska Organizacja Bojowa, ŻOB, sigla em polonês) foi um movimento de resistência na Polônia ocupada pelos nazistas durante a Segunda Guerra Mundial, que foi fundamental na organização e lançamento do Levante do Gueto de Varsóvia. A ŻOB participou de várias outras atividades de resistência também.

## Dissidência dos grupos juvenis judeus
Foi formada em 28 de julho de 1942, seis dias após os nazistas alemães sob o comando do general ϟϟ Jurgen Stroop iniciarem a Gross Aktion Warschau (também conhecida como Grossaktion) selando o destino dos judeus confinados no Gueto de Varsóvia: "Todas as pessoas judias que vivem em Varsóvia, independentemente da idade e do gênero, [seriam] reassentadas no Leste". Assim começaram as "deportações" maciças de cerca de 254 mil judeus, todos enviados para o campo de extermínio de Treblinka. A Gross Aktion durou até 12 de setembro de 1942. No geral, reduziu a outrora próspera comunidade judaica de Varsóvia de cerca de quatrocentos mil para meros cinquenta e cinco mil a sessenta mil habitantes.
Os grupos juvenis que foram instrumentais na formação da ŻOB anteciparam as intenções alemãs de aniquilar os judeus de Varsóvia e começaram a mudar de um foco educacional e cultural para autodefesa e eventual luta armada. Ao contrário da geração mais velha, os grupos juvenis levaram esses relatos a sério e não tinham ilusões sobre as verdadeiras intenções dos alemães. Um documento publicado três meses antes do início das deportações pelo Hashomer Hatzair declarou: "Sabemos que o sistema de Hitler de assassinato, massacre e roubo leva constantemente a um beco sem saída e à destruição dos judeus".
A ŻOB era uma dissidência dos grupos juvenis judeus que faziam parte do movimento sionista-socialista Hashomer Hatzair e do movimento sionista-revisionista Betar. Esses grupos se uniram sob a liderança de Mordechai Anielewicz, Yitzhak Zuckerman e Marek Edelman para formar uma organização clandestina que se opunha à colaboração do Judenrat (Conselho Judaico) com os nazistas e se preparava para a resistência armada.